# فرودگاه برنت
فرودگاه برنت (به انگلیسی: Brant (Dixon Farm) Airport) یک فرودگاه خصوصی است که یک باند فرود چمن دارد و طول باند آن ۱۲۱۹ متر است. این فرودگاه در کشور کانادا قرار دارد و در ارتفاع ۱۰۱۹ متری از سطح دریا واقع شده‌است.